# Aristida jubata
Aristida jubata là một loài thực vật có hoa trong họ Hòa thảo. Loài này được (Arechav.) Herter mô tả khoa học đầu tiên năm 1953.